# Електронска размена података
Електронска размена података (енг. ЕДИ) је технологија која омогућава електронску комуникацију између пословних партнера за размену информација, као што су наруџбенице, фактуре и обавештења о испоруци. Овај процес елиминише потребу за папирним документима, убрзава размену информација и смањује могућност грешака. Кључне карактеристике ЕДИ система укључују стандардизоване формате докумената, пренос структурираних података директно између рачунарских система и минималну људску интервенцију. Ове особине чине ЕДИ кључним алатом за модернизацију пословних процеса и побољшање ефикасности.

## Историја ЕДИ-ја
Развој ЕДИ технологије почиње 1970-их година, иако су њени корени постављени током Блокаде Берлина 1948. године, када је размена информација о испорукама била пресудна за успешну логистику. Први формални стандарди развијени су за потребе транспортне и царинске индустрије. На пример, 1968. године основан је Одбор за координацију транспортних података ради стандардизације докумената. Један од првих интегрисаних система, шема електронске размене података за управљање теретом на лондонском аеродрому, уведен је 1971. године на аеродрому Хитроу у Лондону, где је аутоматизација процеса уноса података значајно унапредила ефикасност царинских процедура. Ови рани напори поставили су темеље за глобалну примену ЕДИ технологије.

## Стандарди ЕДИ-ја
ЕДИ пружа техничку основу за аутоматизоване комерцијалне „разговоре“ између две стране, било унутар исте организације или између различитих организација. Појам ЕДИ обухвата цео процес размене података, укључујући пренос, ток порука, формат докумената и софтвер за интерпретацију. Кључни део ЕДИ-а су стандарди који дефинишу прецизан формат електронског документа, првобитно развијени за аутомобилску индустрију, али независни од технологије преноса и софтверских решења.
ЕДИ документи садрже исте информације као и папирни документи за исту функцију. На пример, ЕДИ 940 (налог за отпрему из магацина) омогућава произвођачу да обавести магацин да пошаље робу малопродајном купцу, укључујући адресе, бројеве производа и количине. Слично, постоје и поруке између купаца и продаваца, попут захтева за понуду, понуде, наруџбенице, обавештења о испоруци, пријема робе, фактуре и упутства за плаћање.
ЕДИ се не користи само у трговини, већ и у областима као што су медицина (нпр. медицински картони), транспорт и грађевина.
Неки од најзначајнијих стандарда су:
- UN/EDIFACT – Глобално признат стандард који препоручују Уједињене нације. Овај стандард је најшире примењен у међународној трговини.
- ANSI ASC X12 (X12) – Доминантан стандард у Северној Америци, посебно у сектору трговине и здравства.
- GS1 EDI – Стандард који подржава глобалне ланце снабдевања, посебно у малопродаји.
- ODETTE и VDA – Специфични стандарди за аутомобилску индустрију у Европи.
- HL7 и HIPAA – Намењени размени података у здравственом сектору.
- IATA Cargo-IMP – Стандард за авио-транспорт, прилагођен потребама авио-компанија.

Ови стандарди омогућавају компанијама из различитих индустрија да користе ЕДИ на уједначен начин, што повећава компатибилност и смањује трошкове интеграције.

## Протоколи за пренос података
Пренос ЕДИ докумената врши се преко различитих канала и протокола, који обезбеђују сигурност и поузданост. Неки од најчешће коришћених протокола су:
- FTP и SFTP – Класични протоколи за размену датотека, где је SFTP сигурнија верзија.
- АS2 – Стандард за сигуран пренос података путем интернета.
- АS4 – Модернија верзија AS2 протокола, прилагођена за већу флексибилност.
- Е-пошта – Користи се за слање докумената који нису од изузетне важности, али уз додатне мере безбедности.
- Мреже са додатом вредношћу (енг. ВАН мреже) – Приватне мреже које делују као посредници, пружајући услуге попут праћења, архивирања и обраде података.

## Пренос докумената и методе
Трговински партнери могу користити било који метод за пренос докумената, директно или преко посредника.

### Директни ЕДИ (peer to peer)
Партнери се могу директно повезивати, на пример, произвођач аутомобила може захтевати од својих добављача да користе одређени систем за размену података. Ипак, то би значило да добављачи који сарађују са више произвођача често морају користити различите уређаје или софтвере за сваку компанију.
Савремени ЕДИ софтвери омогућавају директну размену података (peer to peer комуникација) користећи разне протоколе и стандарде докумената, смањујући трошкове и олакшавајући имплементацију.

### Мрежа са додатом вредношћу (енг. ВАН мреже)
ВАН-ови су уведени да реше ограничења директног ЕДИ-ја. Они функционишу као регионалне поште које примају, проверавају и прослеђују трансакције. Поред тога, нуде додатне услуге као што су поновни пренос докумената, подршка за различите протоколе и телекомуникације. Због тога многе компаније користе ВАН чак и када обе стране користе интернет протоколе.
ВАН-ове могу водити различите организације, попут телекомуникационих компанија или индустријских конзорцијума.

### Трошкови, компромиси и имплементација
Постоје кључни компромиси између коришћења ВАН-а и директног ЕДИ-ја. Многе организације користе оба приступа за различите аспекте својих ЕДИ имплементација. На пример, у САД-у већина размене ЕДИ докумената користи АS2 протокол, па директни ЕДИ има смисла за америчке фирме. Међутим, за комуникацију с европским партнерима који користе OFTP2, ВАН може бити практичније решење.
ВАН функционише као пружалац услуга, олакшавајући почетну имплементацију ЕДИ-ја, што је корисно за фирме које немају експертизу интерног ЕДИ-ја. Ипак, њихови трошкови могу бити високи, јер обично наплаћују накнаде по документу, због чега фирме често прелазе на властита ЕДИ софтверска решења.
С друге стране, имплементација ЕДИ софтвера може бити сложена, зависно од комплексности употребе, потребне технологије и доступности стручњака. Редовно одржавање и ажурирања такође представљају изазов, нарочито ЕДИ мапирање, које захтева израду и одржавање мапа за сваког партнера, а често и више мапа за једног партнера у зависности од њихових захтева.

## Тумачење података
ЕДИ преводилачки софтвер служи као интерфејс између интерних система компаније и ЕДИ формата за слање и примање докумената. 
За улазни документ, софтвер прима фајл (путем ВАН-а или директним протоколима као што су FTP или AS2), проверава валидност трговачког партнера, структуру фајла и поља у складу са договореним стандардима. Преводилац затим креира фајл у фиксном, променљивом или FML формату, који се конвертује у формат компатибилан са пословним системима компаније (ЕРП). 
За излазни документ, фајл се извози из система компаније, преводи у одговарајући ЕДИ формат и шаље трговачком партнеру путем договореног комуникационог протокола. 
Кључни део сваког ЕДИ софтвера је аудит, који прати сваки корак преноса докумената како би се осигурало да ниједан документ није изгубљен. На пример, ако наруџбеница не стигне до добављача, последице могу бити озбиљне: добављач губи посао, а трговац доживљава несташицу залиха, губитак продаје и смањење профита. 
У ЕДИ терминологији, „улазни" и „излазни" документи се односе на правац преноса у односу на систем, а не на физички правац робе или новца. На пример, документ за испоруку робе из складишта је улазни документ за систем складишта, али излазни за произвођача који га је послао.

## Предности ЕДИ-ја
ЕДИ и сличне технологије смањују трошкове пословања пружајући алтернативу или замену за информационе токове који би иначе захтевали много људске интеракције и употребу папирне документације. Чак и када се папирни документи користе паралелно са ЕДИ разменом, електронска размена података смањује трошкове руковања као што су сортирање, дистрибуција, организација и претрага докумената. ЕДИ омогућава компанијама да искористе предности електронског складиштења и обраде података без трошкова ручног уноса, смањујући грешке попут погрешних фактура или отпремница. Такође, брзина преноса информација између партнера кроз ЕДИ значајно смањује циклусе обраде, што га чини кључним за системе производње „у право време“.
Истраживање из 1996. године, аутора Kenneth Kahn и John T. Mentzer, показало је да ЕДИ омогућава транспарентнију размену информација унутар ланца снабдевања, превазилазећи традиционални приступ „потреба за информацијом“. Предвиђено је да би ЕДИ могао обухватити све учеснике у маркетиншком ланцу, доносећи користи на свим нивоима.
Према извештају Aberdeen Group из 2008. године, проценат електронски пренетих наруџбеница износио је 34% у Северној Америци, 36% у ЕМЕА региону и 41% у Азијско-Пацифичком региону. Трошкови обраде папирних наруџбеница били су знатно виши у поређењу са ЕДИ наруџбеницама, што показује да ЕДИ значајно доприноси смањењу оперативних трошкова.

## Баријере имплементације
Имплементација електронске размене података може бити изазовна због неколико препрека. Један од главних проблема је потреба за променом постојећих пословних процеса који су прилагођени раду са папирном документацијом. Ти процеси често нису компатибилни са ЕДИ-јем и захтевају прилагођавање за аутоматску обраду докумената.
Поред тога, почетни трошкови и време потребни за имплементацију ЕДИ-ја често представљају значајну препреку. Процес прилагођавања система, обуке запослених и подешавања може бити скуп и дуготрајан.
Један од кључних разлога неуспеха ЕДИ имплементације је погрешна перцепција његове природе. Многи ЕДИ посматрају искључиво као технички формат података, док је он заправо пословни систем за размену докумената са партнерима и њихову интеграцију у интерне системе компаније. Успешна имплементација подразумева разумевање како екстерни подаци утичу на интерне процесе и осигурање валидности примљених информација. На пример, омогућавање добављачу да директно ажурира систем рачуна без адекватних контрола може представљати озбиљан ризик. Стога, компаније које се први пут сусрећу са ЕДИ-јем морају разумети пословне процесе и пажљиво примењивати одговарајуће мере како би обезбедиле успешну имплементацију.